# Південний Таранакі (бухта)
Бухта Південний Таранакі (англ. South Taranaki Bight) — велика затока, яка простяглася вздовж південно-західного узбережжя Північного острова Нової Зеландії від містечка Опунаке і до гирла річки Отакі, та омиває узбережжя регіонів Таранакі, Манавату-Вангануї і Веллінгтон.

## Географія

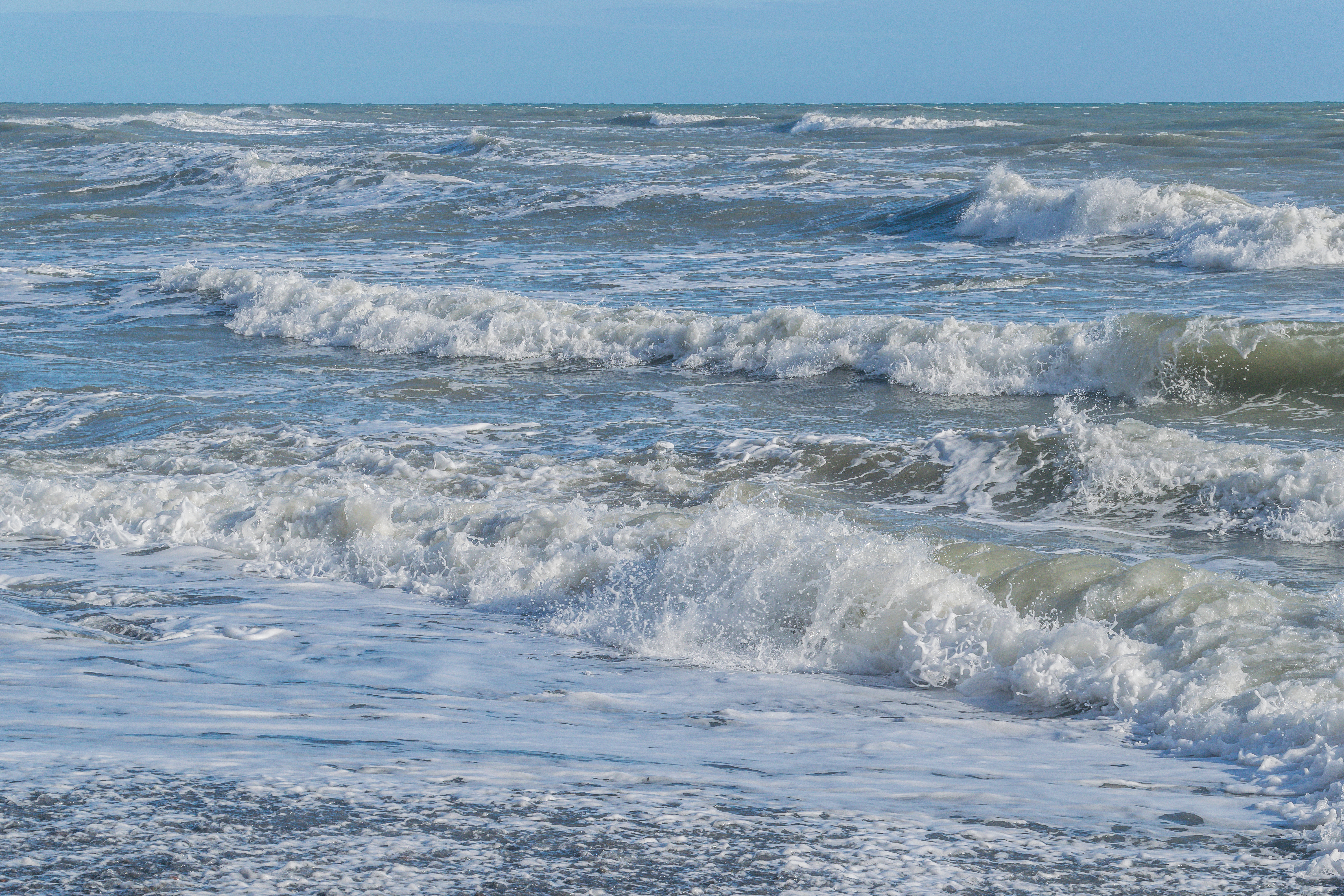
Хвилі бухти Південний Таранакі в заповіднику Вайхі-Біч біля міста Гавера.

Бухта розташована на південь від вулкану Таранакі, на південний захід від регіону Манавату, на північ та на захід від західного входу в протоку Кука і на північ від Південного острова країни. Ця назва іноді використовується для набагато меншої затоки на узбережжі округу Південний Таранакі, між гирлом потоку Каупоконуї, безпосередньо на південь від гори Таранакі та гирлом річки Патеа.
Приблизно 18 000 років тому під час останнього льодовикового максимуму, коли рівень моря був більш ніж на 100 метрів нижчий сучасного, затока Південний Таранакі була прибережною рівниною, яка з'єднувала Північний і Південний острови, з річками, які впадали в протоку Кука, яка тоді була гаванню, що простягнулася на південний схід. Рівень моря почав підвищуватися 7000 років тому, зрештою розділивши острови та з'єднавши протоку Кука з Тасмановим морем.
Бухта колись була місцем отелення південних гладких китів взимку та навесні, і перші європейці в Новій Зеландії назвали її Материнською бухтою на честь великої кількості пар корів і телят. Однак кількість гладких китів значно скоротилася внаслідок китобійного промислу, і лише кілька корів сьогодні відвідують регулярно бухту. Карликових синіх китів[en] виявили біля мису Еґмонт[en] у 2007 році, а в 2014 році було підтверджено, що бухта Південний Таранакі є єдиним відомим місцем годівлі та добування їжі для синіх китів у Новій Зеландії, де проживає ця унікальна популяція. Сині кити також часто відвідують район біля мису Кагурангі на північному узбережжі сусіднього Південного острова.